# Heribert Rau

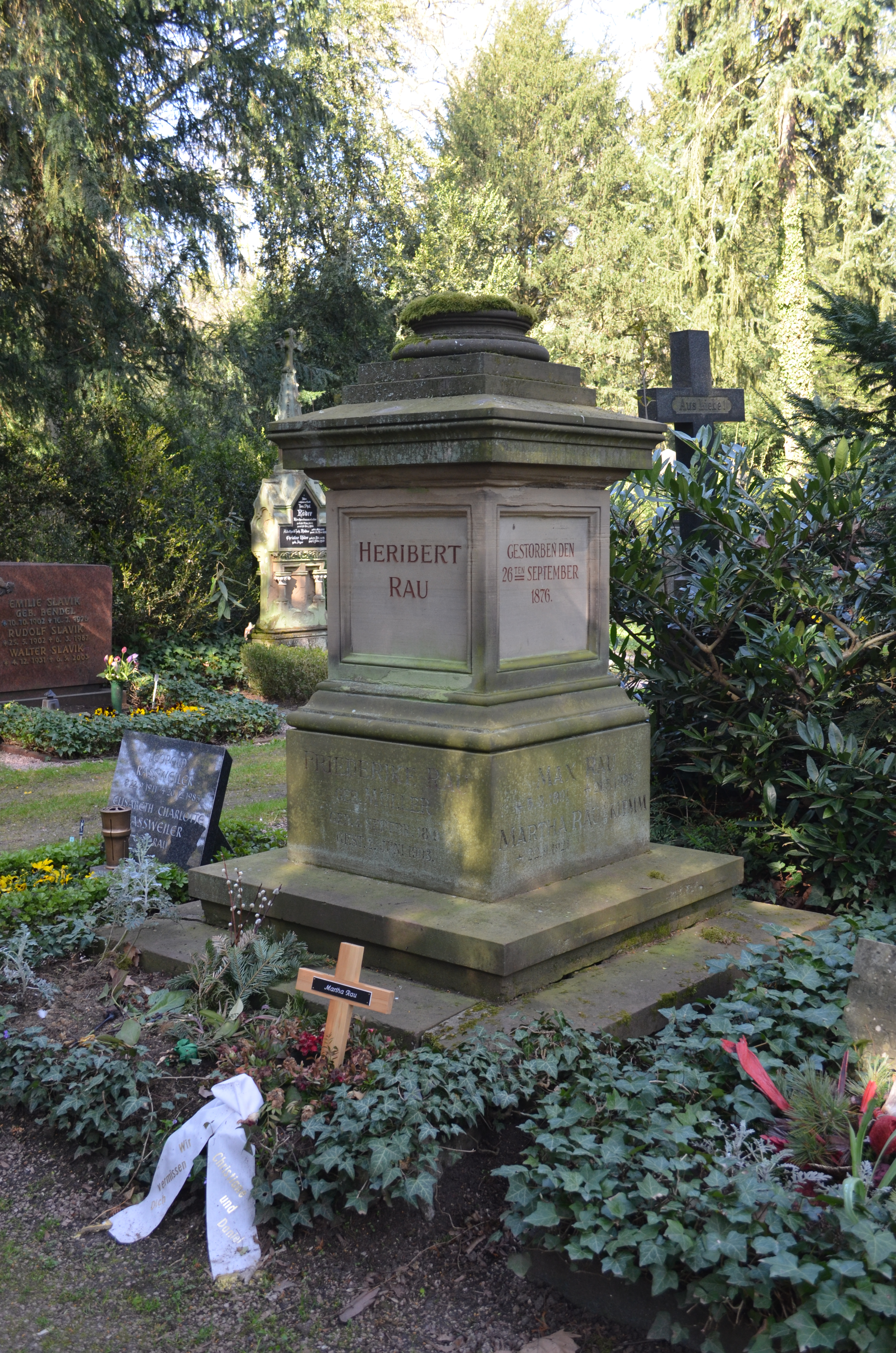
Heribert Raus gravplats i Frankfurt.

Heribert Rau, född den 11 februari 1813 i Frankfurt am Main, död där den 26 september 1876, var en tysk författare. 
Rau var först köpman, studerade därefter 1844–1846 teologi i Heidelberg och blev präst i den tysk-katolska församlingen i Stuttgart, senare 1849–1856 i Mannheim, där han på grund av agitation och sin tendensroman Die Pietisten blev avskedad. År 1868 fick han en ny prästtjänst i Offenbach. Han vann sig ett namn som kulturhistorisk romanförfattare. Hans hjältar var stora komponister, statsmän och skalder. Bland hans böcker kan nämnas romanerna Mozart (1858), Beethoven (1859), William Shakespeare (1864), Garibaldi, vidare Leiden und Freuden eines Commis Voyageur och diktsamlingen Liederfrühling (1878).